# Krzesimir Dębski

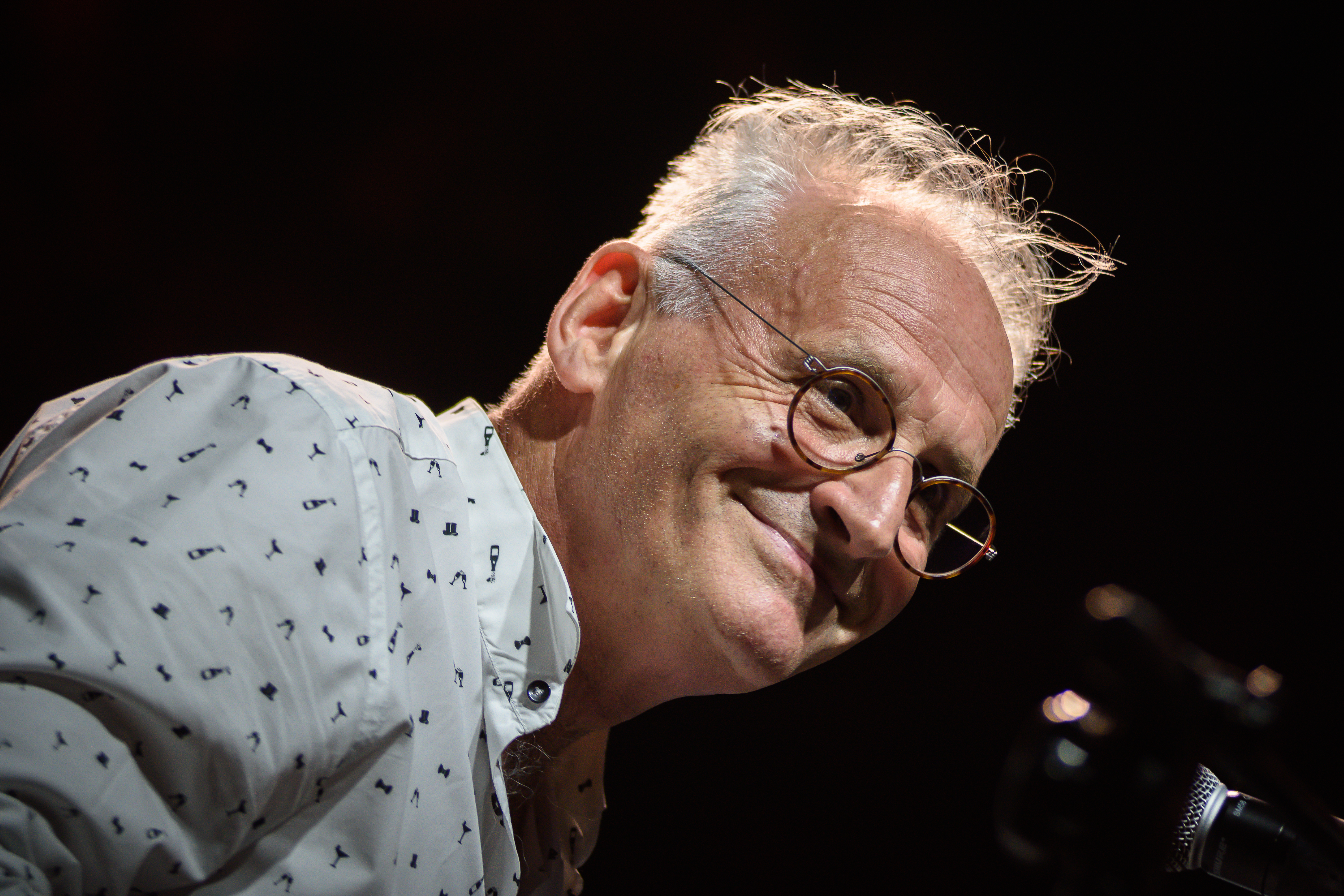
Krzesimir Dębski (2012)

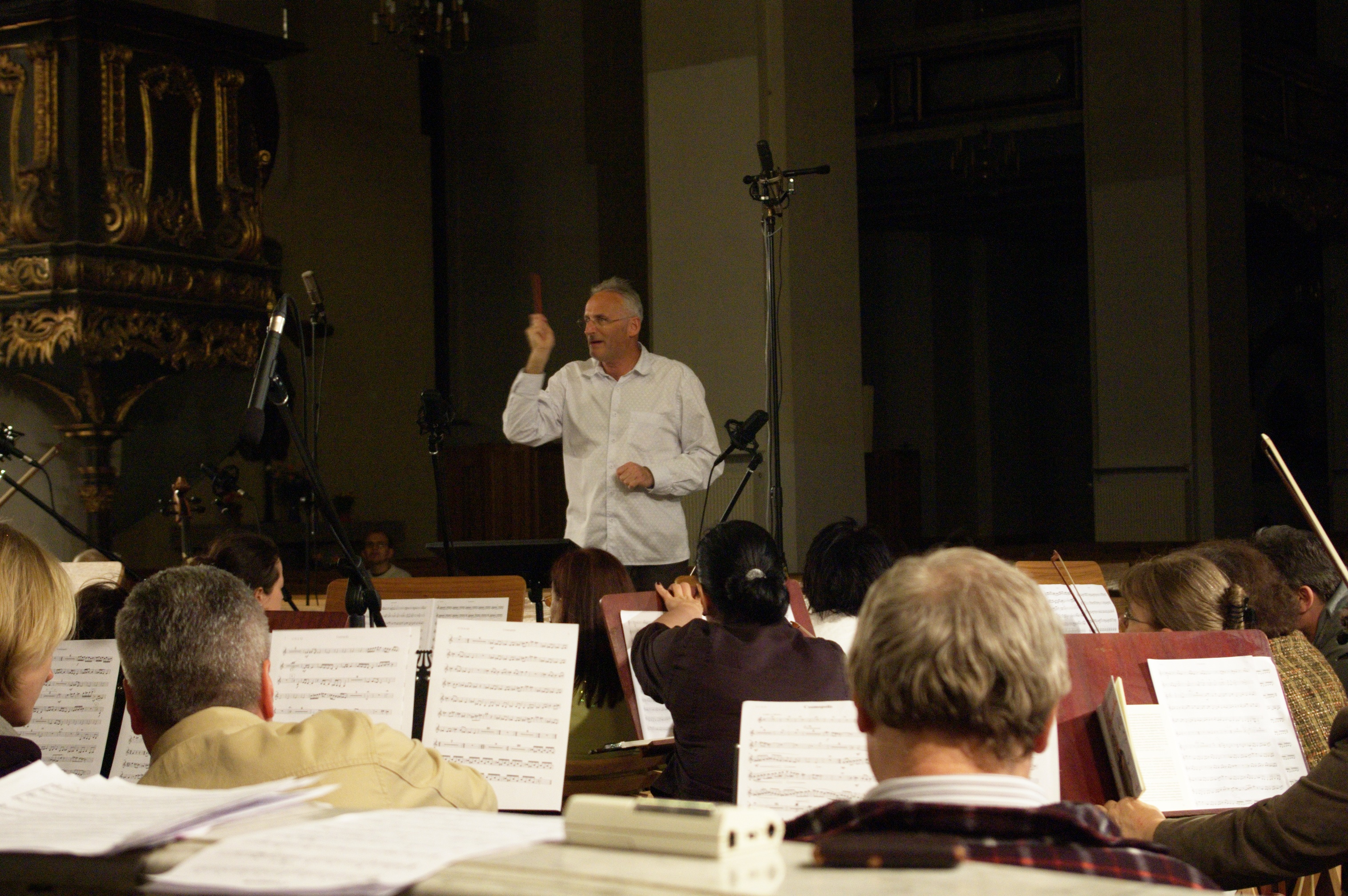
Tijdens een opnamesessie van zijn eigen compositie Cosmopolis met het symfonisch orkest van Toruń

Krzesimir Marcin Dębski (Wałbrzych, 26 oktober 1953) is een Pools componist, dirigent en jazzviolist. Tot zijn composities behoren klassieke werken en opera naast werk voor film en televisie.
Dębski studeerde compositie bij Andrzej Koszewski en dirigeren bij Witold Krzemieński aan de Paderewski-muziekacademie van Poznań. Hij componeerde een oeuvre van zo'n zestigtal symfonische werken en werken voor kamermuziek. Sinds 1982 is hij de sturende kracht en violist van de jazzgroep String Connection die meerdere internationale tournees afwerkte. Hij dirigeerde orkesten met onder meer José Carreras, Nigel Kennedy, Adam Makowicz, Vadim Repin en Jean-Luc Ponty.
Hij schreef de filmscore voor een zeventigtal films, waaronder deze van een aantal prestigieuze historische drama's en kaskrakers zoals Ogniem i mieczem, Stara baśń: Kiedy słońce było bogiem en 1920 Bitwa Warszawska. Ook televisieseries, waaronder Matki, żony i kochanki en Na dobre i na złe, heeft hij van muziek voorzien.